# 孔布雷
孔布雷（法語：Combrée，法語發音：[kɔ̃bʁe] ⓘ）是法国曼恩-卢瓦尔省的一个旧市镇，属于瑟格雷区。2016年12月15日，孔布雷和相邻的另外9个市镇合并为新市镇翁布雷当茹（Ombrée d'Anjou）。

## 地理
孔布雷（47°42'15"N, 1°1'53"W）面积24.16 平方千米，位于法国卢瓦尔河地区大区曼恩-卢瓦尔省，该省份为法国西部内陆省份，大致对应安茹地区，北起顺时针与马耶讷省、萨尔特省、安德尔-卢瓦尔省、维埃纳省、德塞夫勒省、旺代省、大西洋卢瓦尔省和伊勒-维莱讷省接壤。
与孔布雷接壤的市镇（或旧市镇、城区）包括：格吕热-洛皮塔勒、布耶梅纳尔、伊雷堡、莱韦克堡、诺埃莱、努瓦扬-拉格拉瓦耶尔、勒特朗布莱、韦尔戈讷。
孔布雷的时区为UTC+01:00、UTC+02:00（夏令时）。

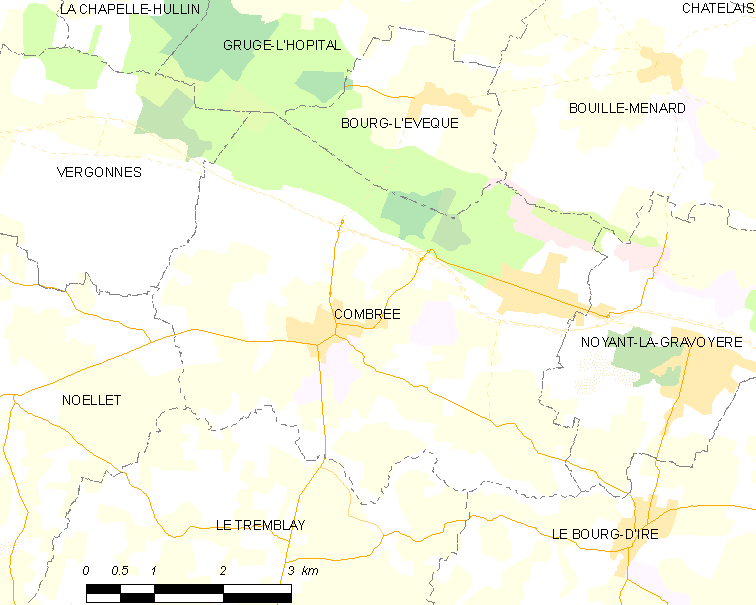
孔布雷的OSM定位图

## 行政
孔布雷的邮政编码为49520，INSEE市镇编码为49103。

## 政治
孔布雷所属的省级选区为蓝色安茹地区瑟格雷县。

## 人口

1962-2008年间孔布雷人口变化图示

孔布雷于2018年1月1日时的人口数量为2785人。